# Championnat de France de football 1995-1996
Navigation
Division 1 1994-1995 Division 1 1996-1997
Le Championnat de France de football 1995-1996 voit la consécration de l'AJ Auxerre, qui triomphe également en Coupe de France sous la houlette de Guy Roux.

## Les 20 clubs participants
| \| AJ Auxerre SEC Bastia Girondins de Bordeaux AS Cannes EA Guingamp FC Gueugnon Le Havre AC RC Lens Lille OSC Olympique lyonnais FC Martigues FC Metz AS Monaco Montpellier HSC FC Nantes OGC Nice Paris SG Stade rennais FC AS Saint-Étienne RC Strasbourg \| Localisation des clubs engagés dans le championnat. |
| AJ Auxerre SEC Bastia Girondins de Bordeaux AS Cannes EA Guingamp FC Gueugnon Le Havre AC RC Lens Lille OSC Olympique lyonnais FC Martigues FC Metz AS Monaco Montpellier HSC FC Nantes OGC Nice Paris SG Stade rennais FC AS Saint-Étienne RC Strasbourg                                                           |

| - AJ Auxerre - SC Bastia - Girondins de Bordeaux - AS Cannes - FC Gueugnon | - EA Guingamp - Le Havre AC - RC Lens - Lille OSC - Olympique lyonnais | - FC Martigues - FC Metz - AS Monaco - Montpellier HSC - FC Nantes | - OGC Nice - Paris SG - Stade rennais FC - AS Saint-Étienne - RC Strasbourg |

Clubs par année de leur dernière montée dans l'élite
| Club               | Dernière montée | Club                  | Dernière montée |
| ------------------ | --------------- | --------------------- | --------------- |
| FC Nantes          | 1963            | RC Lens               | 1991            |
| FC Metz            | 1967            | Girondins de Bordeaux | 1992            |
| Paris SG           | 1974            | RC Strasbourg         | 1992            |
| AS Monaco          | 1977            | AS Cannes             | 1993            |
| Lille OSC          | 1978            | FC Martigues          | 1993            |
| AJ Auxerre         | 1980            | OGC Nice              | 1994            |
| AS Saint-Étienne   | 1986            | Stade rennais FC      | 1994            |
| Montpellier HSC    | 1987            | SC Bastia             | 1994            |
| Olympique lyonnais | 1989            | EA Guingamp           | 1995            |
| Le Havre AC        | 1991            | FC Gueugnon           | 1995            |

## Les grandes dates de la saison
- 21 août : L'entraîneur lillois, Jean Fernandez, est limogé puis remplacé par son adjoint Jean-Michel Cavalli.
- 11 septembre: L'entraîneur de Cannes, Safet Sušić, est limogé puis remplacé par son adjoint William Ayache.
- 5 octobre: L'entraîneur Cannes, William Ayache, est limogé puis remplacé par son adjoint Guy Lacombe.
- 26 octobre : Le FC Metz, jusqu'alors invaincu (14 matchs), s'incline lourdement à Saint-Symphorien face au Paris SG (0-3) qui revient à un point des Messins.
- 4 novembre : Patrick Vieira joue son dernier match avec l'AS Cannes avant de partir, dès le lendemain, pour le Milan AC.
- 16 novembre : Fabien Barthez est déclaré positif au cannabis après FC Nantes - AS Monaco (12e journée). Le monégasque fait appel.
- 11 décembre : William Prunier rompt son contrat avec les Girondins de Bordeaux.
- 18 décembre : Basile Boli, quatre mois après avoir été transféré des Glasgow Rangers à Monaco, s'envole pour le Japon où il signe un contrat de deux ans avec Urawa Red Diamonds.
- 4 février : Slavo Muslin, l'entraîneur de Bordeaux, est remercié et remplacé par Gernot Rohr.
- 17 février : Le RC Strasbourg bat le Paris SG (1-0), c'est la troisième défaite consécutive des Parisiens qui voient leur avance sur leurs dauphins passer de six à deux points.
- 19 février : L'UEFA laisse au libre arbitre des clubs le nombre d'étrangers communautaires qu'ils pourront aligner à chaque match. C'est l'arrêt Bosman, une décision qui fait suite à l'affaire Bosman.
- 25 février : Élie Baup, l'entraîneur de Saint-Étienne, est limogé puis remplacé par Dominique Bathenay.
- 2 mars : Francis Borelli démissionne de la présidence de l'AS Cannes.
- 3 mars : Patrick Parizon remplace René Exbrayat à Martigues.
- 24 mars : Choc de la 32e journée, l'AJ Auxerre humilie le PSG (3-0) et revient à deux points des Parisiens.
- 30 mars : À la sortie du stade de Hyères, en compagnie du président de Calvi, Dominique Rutily, Rolland Courbis est atteint de deux balles dans le dos. Rutily est mort sur le coup et Courbis en est quitte pour deux semaines d'hôpital. En championnat, Auxerre s'impose à Lille (0-4) tandis que le Paris SG s'incline devant Metz (2-3), les Auxerrois passent en tête et ne seront plus rejoints.
- 27 avril : Le Paris SG perd de nouveau au Parc des Princes face à Lille (0-1).
- 8 mai : Paris SG remporte la coupe des coupes 1-0 face au Rapide de Vienne
- 13 mai : Robert Herbin revient chez les Verts au poste de conseiller technique.
- 21 mai : Nancy termine troisième de Deuxième Division et monte en D1 en compagnie de Caen et Marseille.

## Résultats
| Résultats (▼dom., ►ext.)                                   | AJA | SCB | FCGB | ASC | FCG | EAG | LHAC | RCL | LOSC | OL  | FCMa | FCM | ASM | MHSC | FCN | OGCN | PSG | SRFC | ASSE | RCS |
| AJ Auxerre                                                 |     | 3-0 | 2-0  | 5-1 | 4-0 | 1-2 | 1-0  | 0-1 | 1-2  | 2-0 | 4-0  | 0-0 | 1-2 | 1-0  | 2-1 | 2-1  | 3-0 | 2-1  | 2-0  | 1-0 |
| SC Bastia                                                  | 1-1 |     | 2-0  | 2-1 | 1-2 | 0-1 | 1-0  | 3-2 | 4-0  | 0-0 | 2-0  | 1-0 | 2-1 | 1-0  | 4-1 | 1-2  | 2-2 | 0-0  | 0-0  | 1-1 |
| Girondins de Bordeaux                                      | 0-1 | 1-3 |      | 2-1 | 3-1 | 2-0 | 3-1  | 0-0 | 1-0  | 1-1 | 1-1  | 4-0 | 2-4 | 3-0  | 3-0 | 4-1  | 2-2 | 0-0  | 2-0  | 1-1 |
| AS Cannes                                                  | 0-1 | 1-0 | 1-1  |     | 2-0 | 3-0 | 0-0  | 5-2 | 2-1  | 3-0 | 2-1  | 1-2 | 1-1 | 2-1  | 0-2 | 1-3  | 0-2 | 3-0  | 2-0  | 0-3 |
| FC Gueugnon                                                | 0-0 | 1-0 | 2-2  | 1-1 |     | 2-2 | 0-1  | 0-1 | 3-1  | 0-0 | 0-0  | 0-0 | 2-2 | 0-2  | 0-1 | 1-0  | 1-3 | 1-0  | 1-0  | 0-1 |
| EA Guingamp                                                | 1-1 | 1-0 | 1-0  | 2-0 | 0-0 |     | 2-2  | 1-0 | 0-1  | 1-0 | 2-0  | 0-0 | 0-0 | 0-0  | 3-1 | 0-0  | 0-0 | 0-0  | 3-0  | 3-0 |
| Le Havre AC                                                | 0-4 | 1-0 | 1-0  | 0-0 | 0-2 | 1-0 |      | 1-1 | 4-1  | 2-1 | 1-0  | 0-0 | 2-1 | 2-2  | 0-1 | 0-0  | 1-1 | 0-0  | 2-2  | 2-0 |
| RC Lens                                                    | 0-0 | 3-1 | 0-0  | 1-1 | 2-0 | 0-1 | 2-0  |     | 1-1  | 2-2 | 1-0  | 2-0 | 2-1 | 2-1  | 2-1 | 0-0  | 3-1 | 1-0  | 3-0  | 0-0 |
| Lille OSC                                                  | 0-4 | 0-2 | 0-2  | 0-2 | 2-0 | 0-3 | 2-0  | 1-3 |      | 2-1 | 0-0  | 0-0 | 0-0 | 1-1  | 0-0 | 1-0  | 0-0 | 0-0  | 1-1  | 2-0 |
| Olympique lyonnais                                         | 0-1 | 1-1 | 1-0  | 1-0 | 0-0 | 1-1 | 3-2  | 0-0 | 1-1  |     | 5-1  | 1-1 | 3-3 | 3-2  | 1-1 | 1-0  | 0-0 | 2-2  | 2-1  | 1-1 |
| FC Martigues                                               | 1-2 | 3-1 | 3-1  | 2-1 | 3-0 | 2-1 | 0-1  | 0-1 | 1-0  | 1-2 |      | 0-1 | 0-4 | 0-1  | 0-4 | 0-0  | 2-4 | 1-2  | 1-1  | 2-0 |
| FC Metz                                                    | 3-1 | 2-0 | 2-0  | 0-0 | 1-2 | 3-0 | 2-1  | 2-0 | 2-0  | 0-1 | 2-0  |     | 0-3 | 1-0  | 0-0 | 4-0  | 0-3 | 0-0  | 1-2  | 3-2 |
| AS Monaco                                                  | 2-2 | 0-0 | 2-0  | 1-0 | 0-0 | 1-0 | 2-1  | 1-1 | 2-1  | 0-2 | 0-1  | 0-1 |     | 3-1  | 4-1 | 1-0  | 1-0 | 3-1  | 2-0  | 5-1 |
| Montpellier HSC                                            | 3-1 | 4-3 | 3-0  | 3-1 | 2-2 | 2-1 | 2-0  | 0-0 | 0-0  | 2-1 | 2-0  | 1-2 | 0-0 |      | 1-0 | 0-1  | 1-0 | 3-1  | 1-0  | 2-2 |
| FC Nantes                                                  | 1-0 | 3-1 | 2-0  | 2-0 | 1-0 | 0-0 | 1-1  | 1-1 | 1-2  | 0-0 | 3-0  | 1-0 | 2-2 | 1-0  |     | 1-0  | 1-2 | 2-2  | 2-2  | 2-0 |
| OGC Nice                                                   | 1-3 | 3-1 | 1-0  | 1-2 | 3-1 | 2-1 | 1-2  | 1-1 | 2-1  | 1-0 | 1-0  | 0-1 | 1-2 | 1-2  | 1-0 |      | 1-2 | 0-0  | 2-0  | 2-2 |
| Paris SG                                                   | 3-1 | 5-1 | 3-0  | 2-1 | 1-1 | 1-1 | 2-0  | 1-0 | 0-1  | 2-0 | 0-0  | 2-3 | 2-1 | 2-3  | 5-0 | 3-2  |     | 1-1  | 4-0  | 2-0 |
| Stade rennais FC                                           | 2-1 | 2-0 | 4-3  | 3-2 | 2-1 | 3-0 | 1-0  | 2-1 | 3-1  | 1-0 | 1-3  | 0-0 | 2-3 | 1-1  | 2-2 | 1-0  | 0-1 |      | 3-0  | 0-0 |
| AS Saint-Étienne                                           | 0-5 | 3-0 | 2-0  | 2-2 | 2-0 | 4-0 | 1-1  | 1-1 | 1-1  | 1-1 | 2-2  | 1-1 | 2-4 | 0-2  | 0-0 | 1-1  | 1-1 | 0-0  |      | 2-0 |
| RC Strasbourg                                              | 1-0 | 4-3 | 3-0  | 1-0 | 0-0 | 0-0 | 3-0  | 1-2 | 2-0  | 2-2 | 2-0  | 1-2 | 2-0 | 1-0  | 1-1 | 1-1  | 1-0 | 3-1  | 3-1  |     |
| - Victoire à domicile - Match nul - Victoire à l'extérieur |     |     |      |     |     |     |      |     |      |     |      |     |     |      |     |      |     |      |      |     |

## Classement final
| Rang | Équipe                | Pts | J  | G  | N  | P  | Bp | Bc | Diff |
| ---- | --------------------- | --- | -- | -- | -- | -- | -- | -- | ---- |
| 1    | AJ Auxerre C          | 72  | 38 | 22 | 6  | 10 | 66 | 30 | +36  |
| 2    | Paris SG S            | 68  | 38 | 19 | 11 | 8  | 65 | 36 | +29  |
| 3    | AS Monaco             | 68  | 38 | 19 | 11 | 8  | 64 | 39 | +25  |
| 4    | FC Metz L             | 65  | 38 | 18 | 11 | 9  | 42 | 30 | +12  |
| 5    | RC Lens               | 63  | 38 | 16 | 15 | 7  | 45 | 31 | +14  |
| 6    | Montpellier HSC       | 60  | 38 | 17 | 9  | 12 | 51 | 40 | +11  |
| 7    | FC Nantes T           | 55  | 38 | 14 | 13 | 11 | 44 | 42 | +2   |
| 8    | Stade rennais FC      | 54  | 38 | 13 | 15 | 10 | 44 | 41 | +3   |
| 9    | RC Strasbourg         | 54  | 38 | 14 | 12 | 12 | 46 | 44 | +2   |
| 10   | EA Guingamp P         | 53  | 38 | 13 | 14 | 11 | 34 | 33 | +1   |
| 11   | Olympique lyonnais    | 48  | 38 | 10 | 18 | 10 | 41 | 41 | 0    |
| 12   | OGC Nice              | 45  | 38 | 12 | 9  | 17 | 37 | 44 | -7   |
| 13   | Le Havre AC           | 45  | 38 | 11 | 12 | 15 | 33 | 45 | -12  |
| 14   | AS Cannes             | 44  | 38 | 12 | 8  | 18 | 45 | 51 | -6   |
| 15   | SC Bastia             | 44  | 38 | 12 | 8  | 18 | 45 | 55 | -10  |
| 16   | Girondins de Bordeaux | 42  | 38 | 11 | 9  | 18 | 44 | 52 | -8   |
| 17   | Lille OSC             | 39  | 38 | 9  | 12 | 17 | 27 | 50 | -23  |
| 18   | FC Gueugnon P         | 38  | 38 | 8  | 14 | 16 | 27 | 46 | -19  |
| 19   | AS Saint-Étienne      | 34  | 38 | 6  | 16 | 16 | 36 | 59 | -23  |
| 20   | FC Martigues          | 34  | 38 | 9  | 7  | 22 | 31 | 58 | -27  |

| Légende : Qualifications et relégations | Légende : Qualifications et relégations |
| --------------------------------------- | --- |
|                                         | Ligue des Champions 1996-1997 (Phase de groupes) |
|                                         | Coupe d'Europe des vainqueurs de coupe de football 1996-1997 (1/16 de finale) |
|                                         | Coupe UEFA 1996-1997 (32èmes de finale) |
|                                         | Coupe Intertoto 1996 |
|                                         | Relégation en Division 2 1996-1997 |
|                                         | T : Tenant du titre 1994-1995 P : Promus en 1994-1995 C : Vainqueur de la Coupe de France 1995-1996 L : Vainqueur de la Coupe de la Ligue 1995-1996 S : Vainqueur du Trophée des champions 1995 |

## Bilan de la saison
- Qualifié pour la Ligue des Champions : AJ Auxerre.
- Qualifiés pour la Coupe des Vainqueurs de Coupes : Paris SG[1] et Nîmes Olympique club de National 1[2] (finaliste de la Coupe de France).
- Qualifiés pour la Coupe de l'UEFA : AS Monaco, FC Metz (vainqueur de la Coupe de la Ligue), RC Lens et Montpellier HSC.
- Qualifiés pour la Coupe Intertoto : FC Nantes, Stade rennais FC, RC Strasbourg et EA Guingamp.
- Relégués en Division 2 : FC Gueugnon, AS Saint-Étienne et FC Martigues.
- Joueront la saison prochaine en Division 1 : SM Caen, Olympique de Marseille, AS Nancy-Lorraine.

## Les champions de France
| Joueur              | Nationalité | Matchs joués | Buts |
| ------------------- | ----------- | ------------ | ---- |
| Laurent Blanc       | France      | 23           | 2    |
| Lionel Charbonnier  | France      | 23           | 0    |
| Christophe Cocard   | France      | 32           | 6    |
| Fabien Cool         | France      | 16           | 0    |
| Frédéric Danjou     | France      | 7            | 0    |
| Thomas Deniaud      | France      | 4            | 0    |
| Bernard Diomède     | France      | 33           | 9    |
| Alain Goma          | France      | 32           | 1    |
| Arnaud Gonzalez     | France      | 1            | 0    |
| Stéphane Guivarc'h  | France      | 23           | 3    |
| Christian Henna     | France      | 4            | 0    |
| Yann Lachuer        | France      | 1            | 0    |
| Sabri Lamouchi      | France      | 36           | 6    |
| Lilian Laslandes    | France      | 34           | 12   |
| Fabrice Lepaul      | France      | 3            | 0    |
| Corentin Martins    | France      | 36           | 13   |
| Franck Rabarivony   | France      | 36           | 0    |
| Christophe Rémy     | France      | 13           | 2    |
| Moussa Saïb         | Algérie     | 33           | 6    |
| Franck Silvestre    | France      | 37           | 1    |
| Abdelhafid Tasfaout | Algérie     | 18           | 5    |
| Philippe Violeau    | France      | 30           | 1    |
| Taribo West         | Nigeria     | 22           | 1    |

## Buteurs
| Place | Joueur                  | Club               | Buts |
| ----- | ----------------------- | ------------------ | ---- |
| 1er   | Sonny Anderson          | AS Monaco          | 21   |
| 2e    | Anto Drobnjak           | SC Bastia          | 20   |
| 3e    | Florian Maurice         | Olympique lyonnais | 18   |
| 4e    | Julio César Dely Valdes | Paris SG           | 15   |
| -     | Japhet N'Doram          | FC Nantes          | 15   |
| -     | Sylvain Wiltord         | Stade rennais FC   | 15   |
| 7e    | Raí                     | Paris SG           | 14   |
| 8e    | Youri Djorkaeff         | Paris SG           | 13   |
| -     | Corentin Martins        | AJ Auxerre         | 13   |
| 10e   | James Debbah            | OGC Nice           | 12   |
| -     | Christophe Horlaville   | AS Cannes          | 12   |
| -     | Lilian Laslandes        | AJ Auxerre         | 12   |